# Notiphila littorea
Notiphila littorea är en tvåvingeart som beskrevs av Joseph Waltl 1837. Notiphila littorea ingår i släktet Notiphila och familjen vattenflugor.
Artens utbredningsområde är Tyskland. Inga underarter finns listade i Catalogue of Life.